# Jorge do Batuke
Jorge Eduardo Porto (Rio de Janeiro, 15 de agosto de 1979), conhecido pelo seu nome artístico Jorge do Batuke, é um compositor e sambista brasileiro. É membro da ala de compositores da Portela, onde é bicampeão de samba de terreiro e autor de um samba-enredo. Jorge também é autor de sambas-enredos de escolas como Caprichosos de Pilares, Acadêmicos da Abolição e Unidos do Jacarezinho.
É um dos idealizadores e fundadores do "Samba dos Crias", grupo musical formado por jovens músicos e compositores da Portela.

## Biografia
Nascido em Pilares, Jorge do Batuke mudou-se para Madureira aos 8 anos de idade. No mesmo ano, começou a frequentar a quadra da Portela escondido do seu pai, ensaiando na ala das crianças, mas sem desfilar. Ainda na infância, tentou aprender a tocar na bateria da Escola de Samba, porém, foi impedido pelos diretores devido à sua idade. Somente aos 15 anos, ingressou na bateria, desfilando pela primeira vez aos 17 anos.
Em 2007, aproximadante aos 28 anos, apesar de não pertencer à ala dos compositores, arriscou-se a participar pela primeira vez de um concurso de samba-enredo na Portela. Já no ano seguinte, foi aceito na ala dos compositores da escola, abandonando assim a bateria.
Durante essa transição na Portela, Jorge produziu um álbum em homenagem ao seu time de coração, o America Football Club, intitulado Sou Louco Por Ti America. Além de produtor, ele também compôs cinco das faixas do disco, lançado em 2009. Nesse disco suas composições foram interpretadas por nomes como Mauro Diniz, Dorina e Anderson Paz.
Em 2010, venceu pela primeira vez um concurso de sambas-enredo com a composição Gente Humilde, apresentada na avenida em 2011 pela Caprichosos de Pilares.
Em 2011, Jorge conquistou o primeiro lugar em um concurso de samba de terreiro promovido pela Portela, com a letra de Saudades da velha Oswaldo Cruz. No ano seguinte, venceu novamente a disputa de samba-enredo na Caprichosos, com Fanatismo: Enigma da mente humana, que virou trilha sonora do desfile oficial da escola em 2012.
Em 2014, sagrou-se bicampeão de samba de terreiro na Portela com Encontro com Paulo da Portela e conquistou o segundo lugar na competição de samba-enredo da escola. Nesse mesmo ano, obteve o primeiro lugar no samba-enredo da Acadêmicos da Abolição com a letra de E assim se descobriu o Rio de Janeiro do Brasil!, apresentado em 2015.
Em 2015, lançou seu segundo disco, Amigos do Batuke, totalmente autoral e interpretado por diversos sambistas.
Em 2016, recebeu o Troféu Jeronymo Patrocínio na disputa de samba de terreiro na Portela com Grande Constelação.
Em 2017, Jorge do Batuke alcançou a posição de finalista na disputa do samba-enredo oficial da Portela, e no seguinte obteve sua primeira vitória na modalidade na mesma escola. Na ocasião, apresentou Na Madureira Moderníssima, Hei Sempre De Ouvir Cantar Uma Sabiá, uma homenagem a Clara Nunes. Além disso, conquistou o segundo lugar no concurso de samba de terreiro da Portela, com a composição intitulada Uma Força Maior.
Ambas as composições foram destacadas em coletâneas musicais naquele ano. A primeira, em homenagem a Clara Nunes, foi incluída na coletânea de sambas-enredo oficiais do carnaval carioca, denominada Sambas de Enredo 2019. A segunda, Uma Força Maior, fez parte do álbum Festival de Sambas de Terreiro da Portela 2018. Em 2019 seu samba-enredo vitorioso na Portela foi apresentado na avenida conquistando nota máxima por todos os jurados.
Em 2019 e 2020, Jorge compôs o samba do bloco Fala Comigo de Traipu, cidade de Alagoas, consolidando sua presença como destaque nas festividades locais.
Em 2023, aos 44 anos, escreveu o samba-enredo vitorioso para a Unidos do Jacarezinho, intitulado Na Fé dos Padroeiros o Rio Pede Paz.

## Composições premiadas
| Ano  | Prêmio                                                          | Categoria         | Trabalho               | Resultado |
| ---- | --------------------------------------------------------------- | ----------------- | ---------------------- | --------- |
| 2010 | Gente Humilde                                                   | Samba-enredo      | Caprichosos de Pilares | Venceu    |
| 2011 | Saudades da velha Oswaldo Cruz                                  | Samba de terreiro | Portela                | Venceu    |
| 2012 | Fanatismo: Enigma da mente humana                               | Samba-enredo      | Caprichosos de Pilares | Venceu    |
| 2014 | Encontro com Paulo da Portela                                   | Samba de terreiro | Portela                | Venceu    |
| 2014 | Imagina Rio 450 Janeiros de uma cidade surreal                  | Samba-enredo      | Portela                | 2º lugar  |
| 2014 | E assim se descobriu o Rio de Janeiro do Brasil!                | Samba-enredo      | Acadêmicos da Abolição | Venceu    |
| 2016 | Grande Constelação                                              | Samba de terreiro | Portela                | 3º lugar  |
| 2018 | Uma Força Maior                                                 | Samba de terreiro | Portela                | 2º lugar  |
| 2018 | Na Madureira Moderníssima, Hei Sempre De Ouvir Cantar Uma Sabiá | Samba-enredo      | Portela                | Venceu    |
| 2023 | Na Fé dos Padroeiros o Rio Pede Paz                             | Samba-enredo      | Unidos do Jacarezinho  | Venceu    |

## Discografia

### Produtor e compositor
- 2009 - Sou Louco Por Ti America
- 2015 - Amigos do Batuke

### Coletâneas de compositores
- 2018 - Festival de Sambas de Terreiro da Portela 2018
- 2019 - Sambas de Enredo 2019